# Georges de la Trémoille
Georges de la Trémoille (circa 1384 - Sully, 6 mei 1446) was van 1398 tot aan zijn dood graaf van Guînes.

## Levensloop
Georges was een zoon van Gwijde VI de la Trémoille uit diens huwelijk met Maria, dochter van heer Lodewijk van Sully. Hij groeide op in het Paleis van de hertogen van Bourgondië in Dijon, waar hij een nauwe relatie ontwikkelde met de latere hertog Jan zonder Vrees. In 1398 werd hij benoemd tot graaf van Guînes en in 1413 werd hij de grootkamerheer van Jan zonder Vrees. Hij diende eveneens koning Karel VI van Frankrijk en werd op 14 mei 1413 aangesteld als grootkamerheer van Frankrijk. In 1415 vocht hij mee in de Slag bij Azincourt, waarbij de Fransen een zware nederlaag leden. Georges de la Trémoille overleefde de veldslag, maar belandde korte tijd in Engelse gevangenschap. 
Nadat Filips de Goede in 1419 hertog van Bourgondië werd, besliste hij om de banden met de Bourgondiërs te verbreken en een alliantie aan te gaan met dauphin Karel, de latere koning Karel VII. Na diens troonsbestijging in 1422 trad hij toe tot de Kroonraad en in juni 1427 werd hij grootkamerheer van Karel VII. In september 1428 zorgde hij ervoor dat Arthur van Richmond, zijn rivaal aan het hof, in ongenade viel. Die laatste begon vervolgens in 1429 een privéoorlog tegen de la Trémoille. Vanaf dat jaar nam hij ook deel aan de campagne onder leiding van Jeanne d'Arc, die Frankrijk opnieuw militaire successen bracht.
Op 5 maart 1433 sloot hij vrede met Arthur van Richmond en diens broer hertog Jan V van Bretagne. De vrede was echter van korte duur: Arthur van Richmond schakelde Jan II van Rosnivynen in om de la Trémoille te vermoorden. Op 3 juni 1433 stak Rosnivynen in Chinon de la Trémoille neer met een zwaard. Hij werd geraakt in de buik, maar was niet ernstig gewond. Uiteindelijk werd hij ontvoerd door Arthur van Richmond en opgesloten in het kasteel van Montrésor. Karel VII kwam evenwel niet tussenbeide, Georges de la Trémoille was na zijn voortdurende intriges in ongenade gevallen. Niet veel later nam Richmond zijn functie als grootkamerheer van Frankrijk over. Na zijn vrijlating keerde Georges terug naar zijn landerijen. In 1440 nam hij nog deel aan de Praguerie-opstand van hertog Karel I van Bourbon en dauphin Lodewijk (de latere koning Lodewijk XI), die gericht was tegen de militaire hervormingen van Karel VII, maar al snel werd neergeslagen. Na deze episode trok hij zich de rest van zijn leven terug op zijn domeinen. Georges de la Trémoille stierf in mei 1446.

## Huwelijken en nakomelingen
Op 16 november 1416 huwde hij met gravin Johanna II van Auvergne (1378-1424) en werd hierdoor graaf iure uxoris van Auvergne en Boulogne. Georges behandelde de weduwe van hertog Jan van Berry zo slecht en ruïneerde haar landerijen zodanig, dat dauphin Karel haar de toestemming gaf om haar landerijen vrij te beheren en om zichzelf te beschermen tegen de mishandeling door haar man. Het huwelijk bleef kinderloos.
Op 2 juli 1427 hertrouwde de la Trémoille met de rijke Catharina de L'Isle-Bouchard, dochter van Jan de L'Isle-Bouchard en weduwe van heer Peter II van Giac. Ze kregen drie kinderen: Lodewijk I (1429-1483), Georges II (1430-1481) en Louise (1432-1474), die in 1444 huwde met Bertrand VI de La Tour, graaf van Auvergne. 
Ook had hij een aantal buitenechtelijke kinderen.